# Plavnica
Plavnica, također znana kao Plavnička, rječica je na prostoru grada Bjelovara sa zapadne strane bjelovarske visoravni i Vojnovića. Po Plavnici nazive nose razna naselja unutar grada poput: Novih Plavnica, Starih Plavnica i Gornjih Plavnica.
Nastaje spajanjem potočića Trnovka i Velikog potoka kod Lipovog Brda u općini Kapela, te se izlijeva u rijeku Česmu kod Gudovca.

## Opis
Plavnica teče kroz naselja: Stara Diklenica, Srednja Diklenica, Gornje Plavnice, Hrgovljani, Nove Plavnice, Stare Plavnice, Velike Sredice do utjecanja u rijeku Česmu u Gudovcu. Plavnica je većim dijelom svoga toka regulirana u kanal zbog svoje povijesne sklonosti poplavama. Prije regulacije činila je močvarni prostor zapadno od bjelovarske visoravni i Vojnovića.
Danas se dio bivšeg močvarnog prostora nalazi u vlasništvu vojarne "Bilogora" kao vojni poligon Lepirac te kroz taj prostor prolaze razni regulacijski kanali i iskopi.
Unutar naselja Gudovac u krugu Plavnice nalaze se arheološki nalazi srednjovjekovne Gudovačke Gradine, gdje je pronađena najstarija pisanica u Hrvatskoj.

## Ribolov
U Plavnici ima raznih riba, koje se love u sklopu sportskog ribolova, a uz nju je više ribnjaka, a najveći je ribnjak Plavnica unutar naselja Stare Plavnice pod vlasništvom ŠRD „Plavnica“ Stare Plavnice.